# António Teixeira (Komponist)
António Teixeira (* 14. Mai 1707 in Lissabon; † nach 1776) war ein portugiesischer Komponist und Cembalist.

## Leben
António Teixeira verbrachte dank eines Stipendiums von König Johann V. ab 1717 zwölf Studienjahre in Rom. Musikalische Studien machte er in dieser Zeit bei Giuseppe Ottavio Pitoni
Am 11. Juni 1728 wurde Teixeira zum Kapellmeister an der Kathedrale von Lissabon ernannt.
Der Musikbiograf José Mazza bestätigte, dass Teixeira sieben Opern komponierte. Diese waren in Form von Singspielen mit zum Teil gesprochenen Texten gehalten, sie entstanden zwischen 1733 und 1739 und wurden im Theater der Bairro Alto (Oberstadt) Lissabons aufgeführt. Von Teixeira stammt die erste komische Oper eines portugiesischen Komponisten. Für die örtliche Aristokratie komponierte er zahlreiche festliche Kantaten.
Teixeiras Sakralmusik befindet sich größtenteils in den Archiven der Lissaboner Kathedrale. Sein heute bekanntestes Werk ist ein 20-stimmiges Te Deum von 1734.

## Werke
Neben zahlreichen Messen, Motetten, Misereres und Instrumentalwerken schuf er:
- Te Deum, (1734)
- Lamentations du prophète Jérémie
- Gli Sposi Fortunati, Kantate (1732)
- Cantata a 3 voce
- Duo für Sopran, Streicher und Cembalo (Manuskript in der Bibliothek von Évora)
- Concertata con violini, Obuè, Flauti, Trombe, e Corni da Caccia
- Gloria, Fama, Virtú, Rezitative und Arien für Sopran, Alt, Tenor (Manuskript in der Nationalbibliothek von Lissabon)

| Personendaten    | Personendaten                           |
| ---------------- | --------------------------------------- |
| NAME             | Teixeira, António                       |
| KURZBESCHREIBUNG | portugiesischer Komponist und Cembalist |
| GEBURTSDATUM     | 14. Mai 1707                            |
| GEBURTSORT       | Lissabon                                |
| STERBEDATUM      | nach 1776                               |